# Kabinett Fenech Adami IV
Das maltesische Kabinett Fenech Adami IV wurde am 6. September 1998 von Premierminister Edward „Eddie“ Fenech Adami von der Partit Nazzjonalista (PN) gebildet. Es löste das Kabinett Sant ab und befand sich bis zum 15. April 2003 im Amt.

## Geschichte

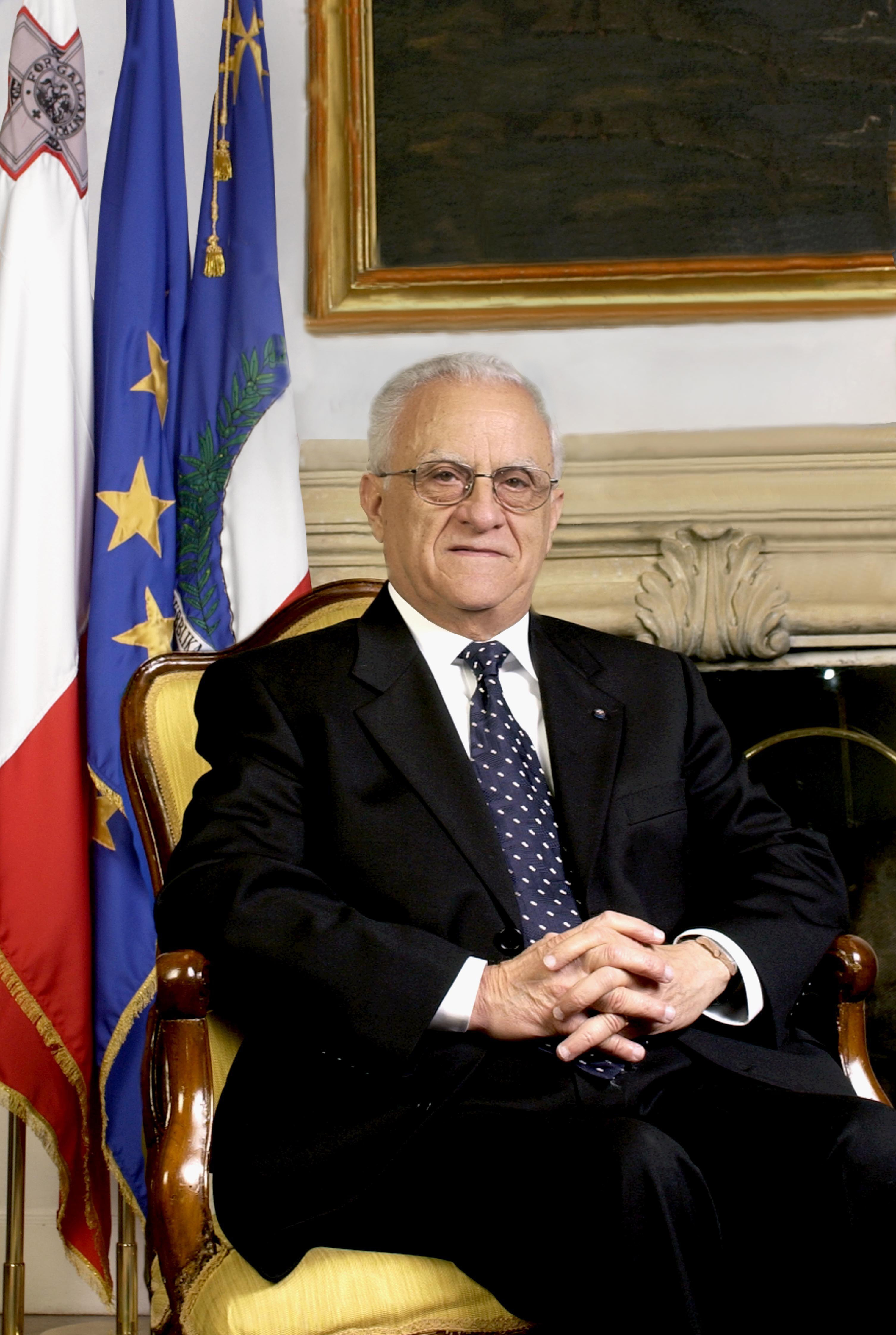
Edward Fenech Adami

Bei den vorgezogenen Wahlen zum Repräsentantenhaus am 5. September 1998 konnte die bis dahin oppositionelle Partit Nazzjonalista von Fenech Adami einen Wahlsieg über die bisher regierende Partit Laburista (PL) von Premierminister Alfred Sant erzielen. Die PN errang 137.037 Stimmen (51,8 Prozent) und verfügte mit 35 der 65 Parlamentssitze über eine deutliche absolute Mehrheit. Die PL kam auf 124.220 Wählerstimmen (47,0 Prozent) und verlor fünf Mandate und stellte nur noch 30 Abgeordnete, da das Repräsentantenhaus wieder auf 65 Sitze verkleinert wurde.
Am 14. September 1998 erneuerte die Regierung Fenech Adamis, der seinen europafreundlichen Kurs seiner ersten Regierungszeit von 1987 bis 1996 fortsetzte, den Aufnahmeantrag für die Europäische Union (EU). Am 15. Februar 2000 begannen zwischen der Staatenorganisation und der Mittelmeerinsel die offiziellen Beitrittsverhandlungen – zeitgleich mit jenen Bulgariens, Lettlands, Litauens, Rumäniens und der Slowakei. Bei einer Volksabstimmung am 8. März 2003 sprachen sich 53,6 Prozent der Stimmbürger für einen Beitritt zur EU aus.
Die Wahlen zum Repräsentantenhaus am 12. April 2003 bestätigten die PN, die mit 146.172 Stimmen (51,8 Prozent) wieder 35 der 65 Parlamentssitze gewann, während die PL 134.092 Wählerstimmen (47,5 Prozent) erzielte, und wieder 30 Abgeordnete stellte. Daraufhin bildete Premierminister Fenech Adami am 15. April 2003 sein fünftes Kabinett.

## Kabinett
Dem Kabinett gehörten folgende Minister an:
| Amt                                                  | Name                             | Partei               | Anmerkungen |
| ---------------------------------------------------- | -------------------------------- | -------------------- | --- |
| Premierminister                                      | Edward „Eddie“ Fenech Adami      | Partit Nazzjonalista | |
| Außenminister                                        | Guido de Marco Joseph „Joe“ Borġ | Partit Nazzjonalista | De Marco: Amtszeit 6. September 1998 bis zum Rücktritt am 24. März 1999 Rücktritt wegen der Wahl zum Staatspräsidenten Amtszeit Borġ: 24. März 1999 bis 15. April 2003 |
| Bildungsminister                                     | Louis Galea                      | Partit Nazzjonalista | |
| Sozialminister                                       | Lawrence Gonzi                   | Partit Nazzjonalista | |
| Wirtschaftsminister                                  | Josef Bonnici                    | Partit Nazzjonalista | |
| Umweltminister                                       | Francis Zammit Dimech            | Partit Nazzjonalista | |
| Minister für Ernährung, Landwirtschaft und Fischerei | Anthony „Ninu“ Zammit            | Partit Nazzjonalista | |
| Gesundheitsminister                                  | Louis Deguara                    | Partit Nazzjonalista | |
| Ministerin für Gozo                                  | Giovanna Debono                  | Partit Nazzjonalista | |
| Finanzminister                                       | John Dalli                       | Partit Nazzjonalista | |
| Justizminister                                       | Tonio Borg                       | Partit Nazzjonalista | |
| Tourismusminister                                    | Michael Refalo                   | Partit Nazzjonalista | |
| Minister für Verkehr und Telekommunikation           | Censu Galea                      | Partit Nazzjonalista | |

Dem Kabinett gehörten zudem eine Reihe von Parlamentarischen Sekretären an.